# Seongju
Der Landkreis Seongju (kor.: 성주군, Seongju-gun) befindet sich in der Provinz Gyeongsangbuk-do in Südkorea. Der Verwaltungssitz befindet sich in der Stadt Seongju-eup. Der Landkreis hatte eine Fläche von 616 km² und eine Bevölkerung von 45.713 Einwohnern im Jahr 2019. Der Kreis befindet sich westlich der Stadt Daegu.

Lage des Landkreises in Gyeongsangbuk-do